# Ріманова геометрія
Ріманова геометрія є розділом диференціальної геометрії, який вивчає ріманові многовиди, гладкі многовиди з рімановою метрикою, тобто зі скалярним добутком на дотичному просторі в кожній точці, яка змінюється плавно від точки до точки. Це зокрема, дозволяє ввести локальні поняття кута, довжини кривої, площі поверхні та об'єму. З цих локальних глобальні величини можуть бути отримані шляхом інтегрування локальних складових.
Ріманова геометрія виникла з бачення Бернгарда Рімана, викладеного в його інавгураційній лекції Ueber die Hypothesen, welche der Geometrie zu Grunde liegen (Про гіпотези, що лежать в основі геометрії). Це дуже широке і абстрактне узагальнення диференціальної геометрії поверхонь в R3. Розвиток ріманової геометрії є результатом синтезу різних результатів, що стосуються геометрії поверхонь і поведінки геодезичних ліній на них, з методами, які можуть бути застосовані для вивчення диференційовних многовидів вищих розмірностей. Це уможливило загальну теорію відносності Ейнштейна, яка глибоко вплинула на теорію груп і теорію представлень, так само як і на аналіз, і стимулювала розвиток алгебричної і диференціальної топології.

## Введення

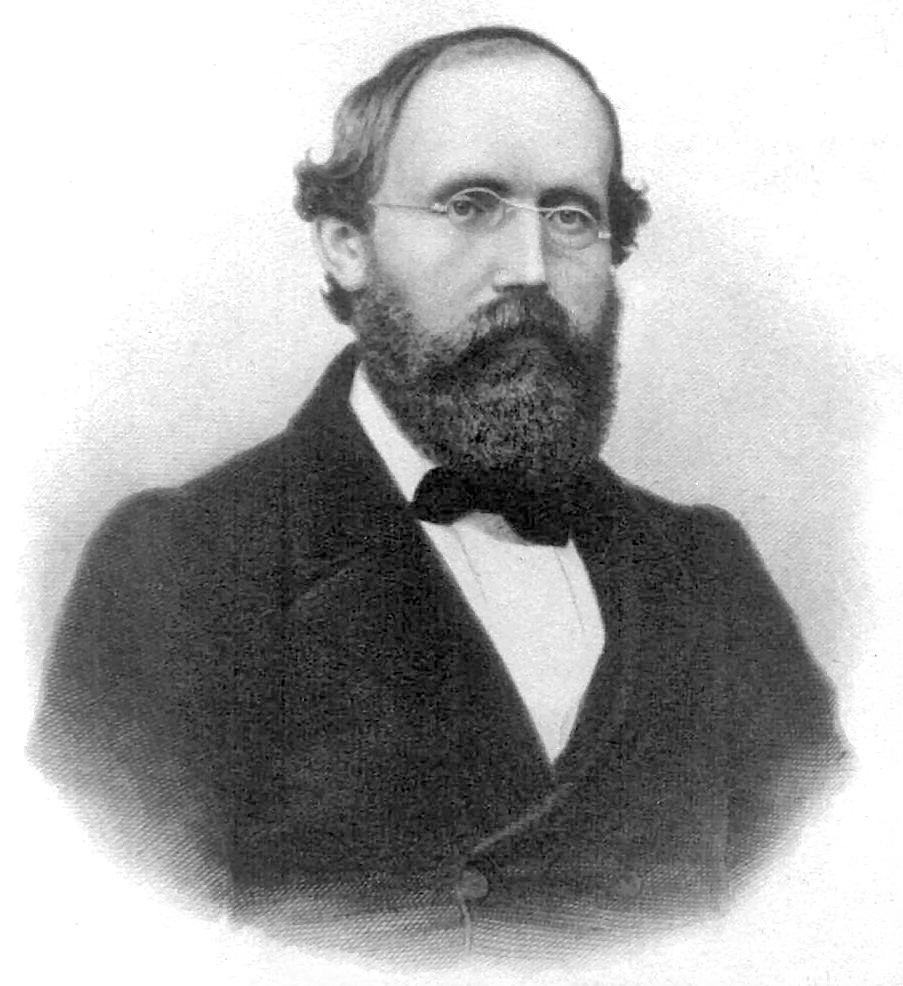
Бернгард Ріман

Ріманову геометрію вперше винесено на загал Бернгардом Ріманом у XIX столітті. Вона має справу з широким спектром геометрій, метричні властивості яких змінюються від точки до точки, в тому числі стандартних типів неевклідової геометрії.
На будь-якому гладкому многовиді можна ввести ріманову метрику, яка часто допомагає вирішити проблеми диференціальної топології. Вона також слугує початковим рівнем для більш складної структури — псевдоріманових многовидів, які (в чотирьох вимірах) є основними об'єктами загальної теорії відносності. Інші узагальнення ріманової геометрії включають фінслерову геометрію.
Існує близька аналогія диференціальної геометрії з математичними структурами дефектів у звичайних кристалах. Дислокації та дисклінації породжують кривину і скрут.
Наступні статті містять корисний вступний матеріал до ріманової геометрії:
- Метричний тензор
- Ріманів многовид
- Кривина (математика)
- Тензор кривини

## Класичні теореми в рімановій геометрії
Далі наведено неповний список найбільш класичних теорем в рімановій геометрії. Вибір зроблений залежно від її важливості, краси і простоти формулювання. Більшість результатів можна знайти в класичній монографії Джеффа Чігера і Д. Ебіна (див. нижче).
Наведені формулювання далеко не самі точні або більш загальні. Цей список орієнтований на тих, кому відомі основні визначення і хоче знати, про що ці визначення.

### Загальні теореми
1. Теорема Гауса — Бонне — інтеграл від Гаусової кривини на компактному 2-вимірному рімановому многовиді M дорівнює 2πχ(M) де χ(M) позначає Ейлерову характеристику M. Ця теорема має узагальнення на будь-якому компактному парномірному рімановому мновиді, див. узагальнену теорему Гауса-Бонне[en].
2. Теорема Неша про регулярні вкладення[en], також її називають фундаментальною теоремою геометрії Рімана[en]. Вона стверджує, що кожен Ріманів многовид можна ізометрично вкласти в Евклідів простір Rn.

### Геометрія в цілому
У всіх наступних теоремах ми припускаємо деяку локальну поведінку простору (зазвичай сформульовані припущенням про кривину), щоб отримати деяку інформацію про глобальну структуру простору, в тому числі будь-яку інформацію про топологічний тип многовиду або про поведінку точок на «достатньо великих» відстанях.

#### Затиснена секційна кривина
1. Теорема про сферу. Якщо M є компактний однозв'язний n-вимірний ріманів многовид з секційною кривиною затиснутою між 1/4 і 1, то M дифеоморфний сфері.
2. Теорема скінченності Чігера. Для заданих констант C, D і V, існує скінченне число (з точністю до дифеоморфізмів) — компактних n-вимірних ріманових многовидів з секційною кривиною |K| ≤ C, діаметром ≤ D та об'ємом ≥ V.
3. Майже плоскі многовиди Громова[en]. Існує εn >0 таке, що якщо n-вимірний ріманів многовид має метрику з секційною кривиною |K| ≤ εn та діаметр ≤ 1, то його скінченне покриття дифеоморфне нільмноговиду.

#### Секційні кривини обмежені знизу
1. Теорема душі[en] Чігера-Громолла. Якщо M є некомпактний повний n-вимірний ріманів многовид невід'ємної кривини, то M містить компактний, цілком геодезичний підмноговид S такий, що M дифеоморфне нормальному шаруванню S (S називається душею M.) Зокрема, якщо M має строго додатну кривину всюди, то воно дифеоморфне Rn. Г. Перельман в 1994 році дав дивно елегантний/короткий доказ гіпотези: M дифеоморфне Rn якщо воно має додатну кривину хоча б в одній точці.
2. Теорема Громова про число Бетті. Існує константа C = C(n) така, що якщо M є компактним зв'язним n-вимірним рімановим многовидом з додатною секційною кривиною, то сума його чисел Бетті максимально C.
3. Теорема обмеженості Грува-Петерсена. Для заданих констант C, D і V, існує скінченне число гомотопних типів компактних n-вимірних ріманових многовидів з секційною кривиною K ≥ C, діаметром ≤ D та об'ємом ≥ V.

#### Секційні кривини обмежені зверху
1. Теорема Адамара — Картана стверджує, що повний однозв'язний Ріманів многовид M з від'ємною секційною кривиною дифеоморфний Евклідовому простору Rn з n = dim M за допомогою експоненціального відображення в будь-якій точці. Це означає, що будь-які дві точки однозв'язних повних ріманових многовидів з від'ємною секційною кривиною з'єднані єдиною геодезичною кривою.
2. Геодезичний потік будь-якого компактного ріманового многовиду з від'ємною секційною кривиною ергодичний.
3. Якщо M є повним рімановим многовидом з секційною кривиною, обмеженою зверху строго від'ємною константою k то це CAT(k) простір[en]. Тому, його фундаментальна група Γ = π1(M) є гіперболічною групою Громова. Це має багато наслідків для структури фундаментальної групи:

- вона скінченно представлена;
- проблема тотожності для Γ має позитивне рішення;
- група Γ має скінченну віртуальну когомологічну розмірність;
- вона містить лише скінченну кількість класів спряженості елементів скінченного порядку;
- Абелеві підгрупи Γ є фактично циклічними, так що вона не містить підгрупу ізоморфічну Z×Z.

#### Кривина Річчі обмежена знизу
1. Теорема Маєрса. Якщо компактний ріманів многовид має додатну кривину Річчі, то його фундаментальна група скінченна.
2. Теорема розщеплення[en]. Якщо повний n-вимірний ріманів многовид має невід'ємну кривину Річчі і пряму лінію (тобто геодезичну, яка мінімізує відстань на кожному відрізку), то він ізометрічний прямому добутку числової прямої {\displaystyle \mathbb {R} } та повного (n-1)-вимірного ріманового многовиду, з невід'ємною кривиною Річчі.
3. Нерівність Бішопа — Громова. Об'єм метричної кулі з радіусом r в повному n-вимірному рімановому многовиді з додатною кривиною Річчі не перевищує об'єм кулі того ж радіуса r в Евклідовому просторі.
4. Теорема Громова про компактність. Множина ріманових многовидів з додатними кривинами Річчі, діаметром не більше D є пред-компактом в метриці Громова — Гаусдорфа.

#### Від'ємна кривина Річчі
1. Ізометрична група компактного ріманового многовиду з від'ємною кривиною Річчі є дискретною.
2. На будь-якому гладкому многовиду вимірності n≥3 можна ввести ріманову метрику з від'ємною кривиною Річчі[3] (Це невірно для поверхонь.)

#### Додатна скалярна кривина
1. n-вимірний тор не допускає метрику з додатною скалярною кривиною.
2. Якщо радіус ін'єктивності компактного n-вимірного ріманового многовиду ≥ π тоді середня скалярна кривина не перевищує n(n-1).